# 訊號速度
波的訊號速度是指一脈衝波行經介質的速度。其定義通常是根據脈衝呈最高強度半值的位置。
以電磁輻射如光而言，訊號速度通常等同於群速度，在此情形下，相速度 vp 可以超過真空中的光速 c，但訊號速度 vs 永遠會比 c 小或等於 c。例外發生在介質出現吸收共振現象的附近頻率，vg>c。
光在一般介質中傳輸時，vp<c，vg>c，但信號速度依然不高於 c。